# Norderney (Schiff, 1949)
Die Norderney ist Hochsee-Fischereischiff mit eingebautem Dieselmotor, das 1949 als Paul J. Müller gebaut wurde. Es kam später als Sendeschiff für einen Piratensender auf hoher See zum Einsatz und wird heute als schwimmendes Café betrieben.

## Geschichte

### Bau
Die HH 294 Paul J. Müller ist bei der Deutschen Werft AG in Finkenwerder für die Reederei Paul Meyer in Hamburg gebaut worden. Der Stapellauf fand am 1. September 1949 statt, die Ablieferung erfolgte im Dezember 1949. Das Fischereischiff hatte eine Vermessung von 399 BRT, war 44,05 Meter lang und 8,22 Meter breit.

### Fischereischiff
Das Schiff wurde ab 1951 zum Heringsfang in internationalen Gewässern vor Island eingesetzt. Im Juli 1956 kaufte die Niedersächsische Hochseefischerei GmbH aus Cuxhaven den Trawler und taufte ihn nach der gleichnamigen Insel auf Norderney um.

### Sendeschiff
Im Jahre 1960 wurde das Schiff zur Verschrottung in die Niederlande veräußert. Zunächst lag es danach in IJmuiden sowie später in Haarlem und Spaame, wo das Radio Veronica-Konsortium (VRON) das Schiff als Ersatz für den Piratensender Veronica erwarb.
Zu diesem Zeitpunkt waren der Schiffsmast und die Brücke bereits verschrottet. In Zaandam nahm man im Auftrag der neuen Besitzer die notwendigen Umbauten vor. Der Motor wurde entfernt und in dem freigewordenen Raum fand der 10 kW starke Mittelwellensender seinen Platz. Hinzu kamen zwei jeweils 24 Meter hohe Holzmasten für die Sendeantennen.
Ab September 1964 lag das voll ausgerüstete Sendeschiff fest verankert drei Seemeilen vor Scheveningen und löste damit das Feuerschiff Borkumriff III ab. Bis zum 31. August 1974 diente die Norderney als schwimmende Basisstation für den Seesender.

### Restaurantschiff
Nach dem Ende der Piratensenderzeit vor der niederländischen Küste wurde das Schiff zu einem Restaurant umgerüstet, das danach bei vielen Veranstaltungen in Häfen der Niederlande und in Emden gastierte. Es behielt indes seine komplette Sendeausstattung.
Am 31. August 2003 bekam die inzwischen legale Veronica Rundfunk-Organisation (VOO), 29 Jahre nach dem Aus als illegaler Seesender, eine Tageslizenz, um für sechs Stunden von Bord des traditionellen Schiffs ein historisches Radioprogramm senden zu können.
Heute liegt das Schiff im Stadthafen von Amsterdam und wird als schwimmendes Café betrieben.